# (2020) Ukko
(2020) Ukko es un asteroide perteneciente al cinturón de asteroides, descubierto el 18 de marzo de 1936 por Yrjö Väisälä desde el Observatorio de Iso-Heikkilä, en Turku, Finlandia.

## Designación y nombre
Designado provisionalmente como 1936 FR. Fue nombrado en referencia a Ukko, el dios supremo de la mitología finesa, maestro de truenos y relámpagos (equivalente al dios Thor de los vikingos y al Zeus griego).

## Características orbitales
Ukko está situado a una distancia media del Sol de 3,020 ua, pudiendo alejarse hasta 3,228 ua y acercarse hasta 2,812 ua. Su excentricidad es 0,068 y la inclinación orbital 11,14 grados. Emplea 1917 días en completar una órbita alrededor del Sol.

## Características físicas
La magnitud absoluta de Ukko es 11,3. Tiene 18,738 km de diámetro y su albedo se estima en 0,14.